# Іларій
Іла́рій — християнське чоловіче ім'я. Походить через грец. Ιλάριος від лат. Hilarius, «Гіларій» — давньоримського когномена, утвореного від прикметника hilaris, hilarus («веселий, радісний»), який має давньогрецьке походження (від ἱλαρός). Жіноча форма — Іларія.
Українські зменшені форми — Іларко, Ларко, Ларик.

## Іменини
- За православним календарем (новий стиль) — 15 березня, 12 червня, 25 липня (Іларій Каліптський), 27 липня[2]
- За католицьким календарем
  - Іларій (Hilarius) — 3 листопада (диякон Іларій, мученик Вітербський), 16 березня (священомученик Іларій, єпископ Аквілейський), 5 травня (святитель Іларій, єпископ Арелатський (Арльький)), 25 жовтня (святитель Іларій, єпископ Гавалітанський), 3 червня (святитель Іларій, єпископ Каркассонський), 26 лютого (святитель Іларій, єпископ Майнцький), 13 і 14 січня (святитель Іларій, єпископ Піктавійський (Пуатевенський)), 20 травня (святитель Іларій, єпископ Тулузький), 9 квітня (мученик Іларій Римський), 27 вересня (мученик Іларій Седунський (Сьйонький)), 28 лютого (папа Іларій).
  - Іларин (Hilarinus) — 7 серпня (преподобномученик Іларин Аретінський) і 16 липня (перенесення мощей Іларина Аретінського)[3].

## Відомі носії
- Іларій Піктавійський — християнський святий, єпископ
- Іларій Окуневський — український громадський діяч
- Іларій Огоновський — український філолог, перекладач, педагог
- Іларій Кавчук — український правозахисник
- Іларій Боцюрків — канадський підприємець і громадський діяч українського походження
- Іларій (Шишківський) — архієрей Української православної церкви Московського патріархату
- Іларіо Ді Буо — італійський лучник, олімпійський медаліст
- Іларіо Кастаньєр — італійський футболіст
- Іларі Фільппула — фінський хокеїст, нападник